# The World Is Outside
The World Is Outside je kompilační album italské progressive rockové skupiny Nosound. Vydáno bylo na DVD v roce 2006 vydavatelstvím Burning Shed.
Deska je rozdělena do čtyř částí. První tři písně z alba Sol29 byly nahrány živě na vůbec prvním koncertě Nosound 1. května 2005 v klubu Stazione Birra v Římě. Následující tři nevydané skladby ve formě videí mají ambientní charakter. Ve stopách č. 7–9 se nachází písně nahrané pro desku Sol29, které však na toto album nebyly zahrnuty. Poslední část obsahuje bonusový materiál (záběry ze zákulisí a z tvorby DVD).

## Seznam skladeb
Všechny skladby napsal(i) Giancarlo Erra. 
| Pořadí         | Název                       | Délka |
| -------------- | --------------------------- | ----- |
| 1.             | Idle End (live)             | 9:55  |
| 2.             | Sol29 (live)                | 6:49  |
| 3.             | The Moment She Knew (live)  | 10:01 |
| 4.             | Contempling Neptune (video) | 3:01  |
| 5.             | Contempling Mars (video)    | 2:37  |
| 6.             | Contempling Moon (video)    | 3:23  |
| 7.             | The Red Song                | 4:00  |
| 8.             | Idae14                      | 3:24  |
| 9.             | The World Is Outside        | 5:17  |
| 10.            | Live Backstage (bonus)      | 4:48  |
| 11.            | DVD Making Of (bonus)       | 3:14  |
| 12.            | Credits (bonus)             | 2:20  |
| Celková délka: | Celková délka:              | 58:49 |

## Obsazení
Obsazení na živých nahrávkách:
- Nosound
  - Giancarlo Erra – zpěv, kytara, klávesy
  - Paolo Martelacci – klávesy, zpěv
  - Alessandro Luci – baskytara
  - Mario Damico – bicí, zpěv
  - Gabriele Savini – akustická kytara
- Grazia Mase – vokály